# Festival Internacional de Cine de Cannes de 1952
La 5ª edición del Festival Internacional de Cine de Cannes se desarrolló entre el 23 de abril al 10 de mayo de 1952. Como en las anteriores tres ediciones, el jurado al completo estaba formado por personalidades francesas, con Maurice Genevoix como presidente del jurado. El Gran Premio del Festival fue para Dos centavos de esperanza de Renato Castellani y Otelo de Orson Welles. El festival se abrió con Un americano en París de Vincente Minnelli.

## Jurado

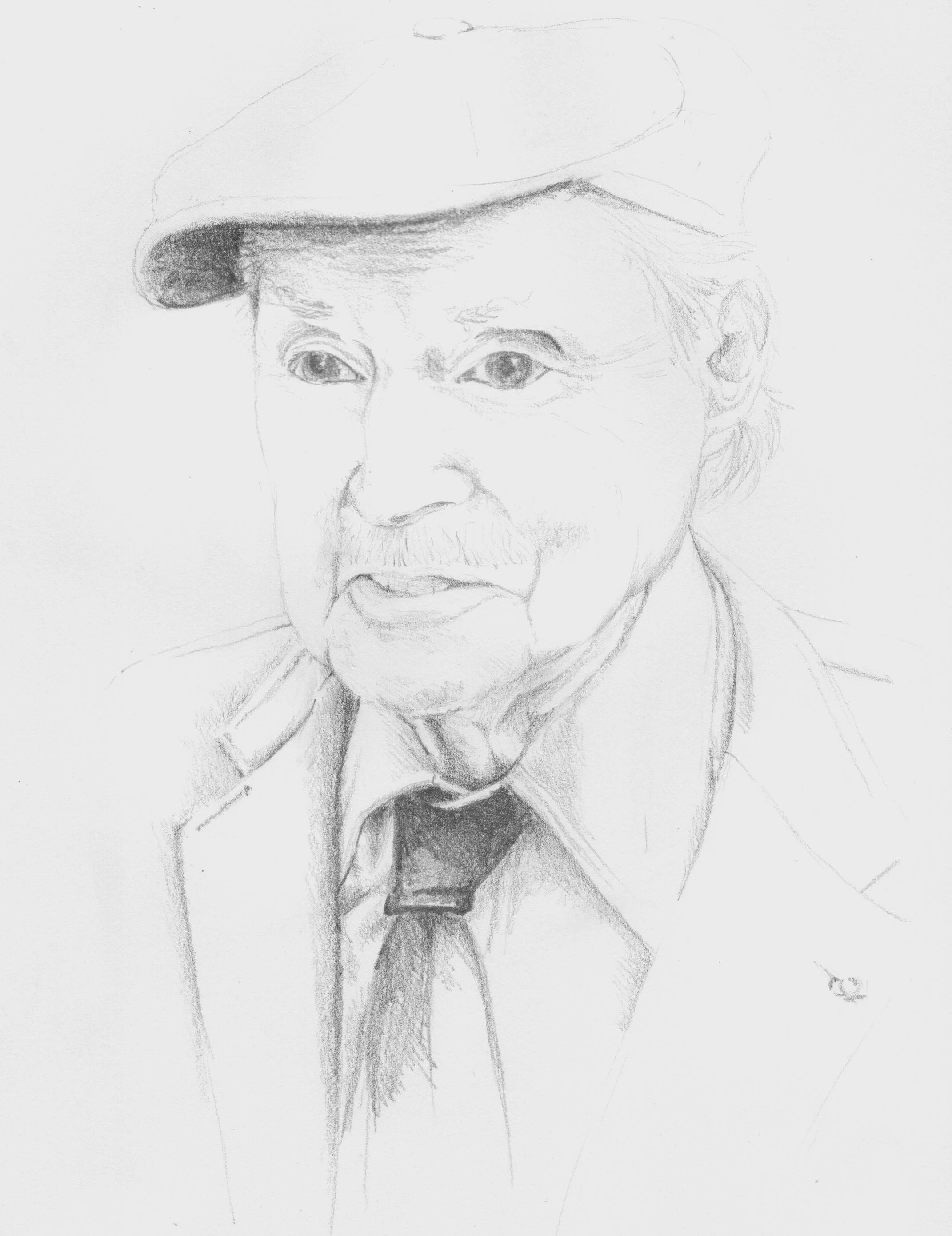
Maurice Genevoix, presidente del jurado

Las siguientes personas fueron nominadas para formar parte del jurado de la competición principal en la edición de 1952:
- Maurice Genevoix Presidente del jurado
- André Lang (periodista)
- Chapelain-Midy (artista)
- Charles Vildrac (escritor)
- Evrard De Rouvre (productor)
- Gabrielle Dorziat (actriz)
- Georges Raguis
- Guy Desson
- Jacques-Pierre Frogerais (productor)
- Jean Dréville (director)
- Jean Mineur (oficial del CNCF)
- Louis Chauvet (periodista)
- Madame Georges Bidault
- Pierre Billon (director)
- Raymond Queneau (poeta)
- Tony Aubin (compositor)

## Selección oficial
Las siguientes películas compitieron por la Gran Premio:

### En competición – películas
- La Ausente de Julio Bracho
- Un americano en París de Vincente Minnelli
- Subida al cielo de Luis Buñuel
- Guardias y ladrones (Guardie e ladri) de Mario Monicelli y Steno
- Cry, the Beloved Country de Zoltan Korda
- Dead City (Nekri politeia) de Frixos Iliadis
- Desires (Das Letzte Rezept) de Rolf Hansen
- Brigada 21 de William Wyler
- A Devil of a Woman (Der Weibsteufel) de Wolfgang Liebeneiner
- Emergency Landing (Nødlanding) de Arne Skouen
- Encore de Harold French, Pat Jackson y Anthony Pelissier
- Parsifal de Daniel Mangrané y Carlos Serrano de Osma
- Fanfan la Tulipe de Christian-Jaque
- Surcos de José Antonio Nieves Conde
- The Immortal Song (Amar Bhoopali) de V. Shantaram
- María Morena de José María Forqué y Pedro Lazaga
- Man in the Storm (Arashi no naka no haha) de Kiyoshi Saeki
- The Medium de Gian Carlo Menotti
- Nami de Noboru Nakamura
- A Night of Love (Lailat gharam) de Ahmed Badrakhan
- No Greater Love (Herz der Welt) de Harald Braun
- One Summer of Happiness (Hon dansade en sommar) de Arne Mattsson
- Otelo de Orson Welles
- The Overcoat (Il Cappotto) de Alberto Lattuada
- Pasó en mi barrio de Mario Soffici
- The Smugglers' Banquet (Le Banquet des fraudeurs) de Henri Storck
- Son of the Nile (film) (Ibn el-Nil) de Youssef Chahine
- La historia de Genji (Genji monogatari) de Kōzaburō Yoshimura
- Three Women (Trois femmes) de André Michel
- Tico-Tico no Fubá de Adolfo Celi
- Dos centavos de esperanza (Due soldi di speranza) de Renato Castellani
- Umberto D. de Vittorio De Sica
- Under the Thousand Lanterns (Unter den tausend Laternen) de Erich Engel
- Viva Zapata! de Elia Kazan
- We Are All Murderers (Nous sommes tous des assassins) de André Cayatte

## Fuera de competición
La película The Crimson Curtain (Le Rideau cramoisi) de Alexandre Astruc fue exhibida fuera de competición.

## Cortometrajes en competición
Los siguientes cortometrajes competían para la Palma de Oro al mejor cortometraje:
- Les ailes de Ariel de Gaetano De Maria
- Animated Genesis de Peter Foldes, Joan Foldes
- Aperçus Sud Africain N° 5 - Afrique Préhistorique de Errol Hinds
- Apollon Musageta de Irène Dodall
- L'Art Sacre Missionnaire de Gentil Marques
- Aux frontières Yougoslaves de Djordie Vukotic
- Bambini de Francesco Maselli
- Cairo (short film) de Massimo Dallamano
- Les charmes des détails dans les tableaux des maîtres d'autrefois de Dr. Hans Curlis
- Le cordonnier et le chapelier de John Halas
- Dans les royaumes de la mer de Giovanni Roccardi
- Démonstration en matière de perception de Garett I. Johnson
- Les deux mousquetaires de William Hanna, Joseph Barbera
- Diagnostiquer et guérir de Ernest Bingen
- Djerba l'île biblique de Philippe Este
- El Dorado (short film) de John Alderson (filmmaker)
- Et la noce dansait de Yehoshua Bertonov
- Indian Village (Indisk by) de Arne Sucksdorff
- Le flottage du bois de Lee Prater, Dick Mosher
- La fugue de Mahmoud de Roger Leenhardt
- Les gens du nord de René Lucot
- La gloire verte de M. Ahmed
- Le grand Boudha de Noburo Ofuji
- La grande île au cœur des Saintes Eaux de Monique Muntcho, J.K. Raymond-Millet
- La grande passion by Alphonse Stummer
- Groenland : Vingt mille lieux sur les glaces de Marcel Ichac, Jean-Jacques Languepin
- L'homme dans la tour de Bernard Devlin, Jean P. Palardy
- T Schot is te boord! de Herman van der Horst
- Les joies rustiques de V.R. Sarma
- Le jour de l'independance de Victor Vicas
- Le jour promis de S.I. Shweig
- Maskerage de Max De Haas
- Masques et visages de James Ensor de Paul Haesaerts
- Moines de l'ordre de la Merci de Christian Anwander
- Paysans de l'Aures de Philippe Este
- La peinture de Boldini de Gian-Luigi Rondi
- Quarante ans d'évolution Marocaine - présence Française au Maroc de Serge Debecque
- Rythmes de Rotterdam de Ytzen Brusse
- Six mille ans de civilisation de Ahmed Korshid
- Story of Steel de Jagat Murari
- Strasbourg européenne de Ernest Bingen
- Terre neuve de Sid Newman
- Tout s'écroule de Bert Haanstra
- Union infernale de Ulrich Kayser
- Victor Hugo (film) de Roger Leenhardt, Yvonne Gerber
- La vie des fresques de Zoran Markus
- Vieux temples, vieilles statues de Sôya Mizuki

## Premios

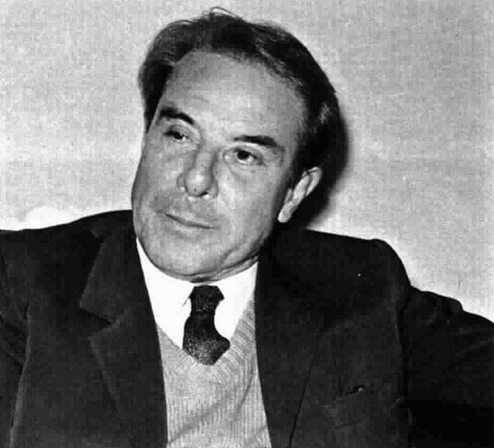
Renato Castellani, ganador del Grand Premio

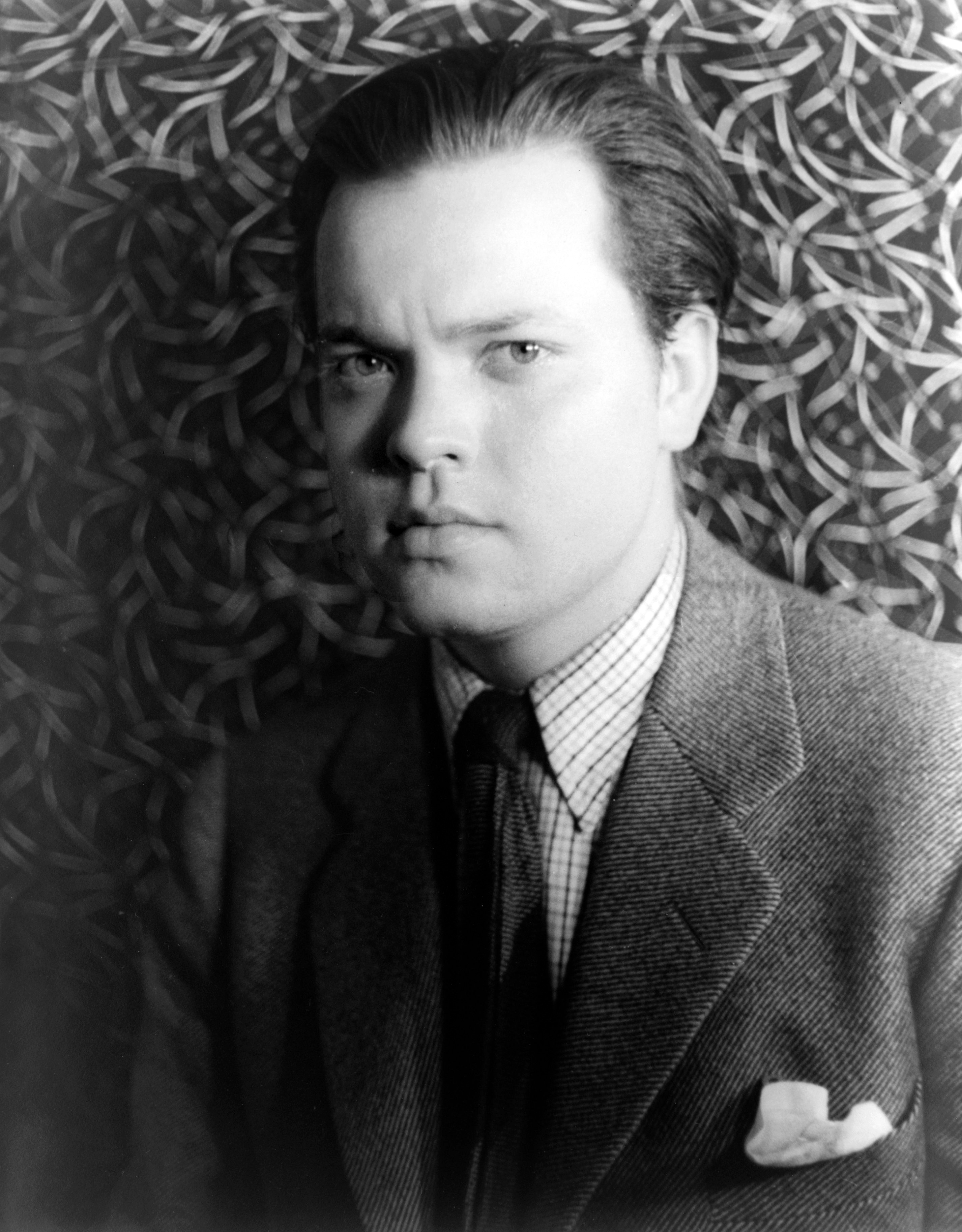
Orson Welles, ganador del Grand Premio

### Premios oficiales
Los galardonados en las secciones oficiales de 1952 fueron:
- Gran Premio: 
  - Dos centavos de esperanza (Due soldi di speranza) de Renato Castellani
  - Otelo de Orson Welles
- Mejor Director: Christian-Jaque por Fanfan la Tulipe
- Mejor Guion: Piero Tellini por Guardias y ladrones (Guardie e ladri)
- Mejor Actriz: Lee Grant por Brigada 21
- Mejor Actor: Marlon Brando por Viva Zapata!
- Mejor fotografía: The Tale of Genji (Genji monogatari) de Kōzaburō Yoshimura (Prix de la photographie et de la composition plastique)
- Mejor música: Sven Sköld por One Summer of Happiness (Hon dansade en sommar)
- Gran Premio del Jurado: We Are All Murderers (Nous sommes tous des assassins) de André Cayatte
- Mejor película lírica: The Medium de Gian Carlo Menotti

Palma de Oro al mejor cortometraje
- T Schot is te boord! de Herman van der Horst
- Premio especial del Jurado: Indian Village (Indisk by) de Arne Sucksdorff
- Premio por el color: Animated Genesis de Peter Foldes, Joan Foldes
- Premio especial del jurado - film científico o pedagógico: Groenland : Vingt mille lieux sur les glaces de Marcel Ichac, Jean-Jacques Languepin

### Premios independentes
Premio OCIC
- Dos centavos de esperanza de Renato Castellani
- Mención especial: La Vie de Jésus de Marcel Gibaud

## Media
- Institut National de l'Audiovisuel: Opening of the 1952 Festival (commentary in French)
- INA: List of award-winners at the 1952 Cannes Festival (commentary in French)